# Baiami stirlingi
Baiami stirlingi là một loài nhện trong họ Stiphidiidae.
Loài này thuộc chi Baiami. Baiami stirlingi được M.R. Gray miêu tả năm 1981.